# Vexillum caffrum
Vexillum caffrum is een slakkensoort uit de familie Costellariidae. De wetenschappelijke naam werd gepubliceerd in 1758 door Carl Linnaeus in de tiende editie van Systema naturae.